# JP TOP20
JP TOP20（ジェーピー トップトゥエンティ）は、ミュージックバードが制作し全国のコミュニティ放送局で放送されている番組。

## 概要
山川智也をDJとして、TOKYO FMが制作する『JA全農 COUNTDOWN JAPAN』の前日放送分チャートにランクインした20位までの最新ヒット曲を、アナウンス等ともかぶらせずフルコーラスで放送する。その他、注目曲やリクエスト曲なども紹介。
2012年4月から2017年3月まではツインナビゲートだったが、2017年4月からは再び一人で進行するようになった。

## 放送時間
- 2019年4月7日 - 
  - 127ch COMMUNITY：毎週日曜 16:00 ～ 17:55（コミュニティ放送局のみ放送。）
    - フルネットを行っているコミュニティ放送局では途中16:55 ～ 17:00にミニ番組が挟まる。コミュニティ放送局独自の番組への差し替えが無い時は『Weekly Recommend』が放送されている。

  - 108ch J-HITS：毎週月曜 17:00 ～ 19:00（ただし楽曲のみの放送で、トークは入らない。）

## ネット局
2019年4月現在。放送時間の早い順から記載。　
| 放送エリア     | 放送エリア                     | 放送局名                          | 放送日時                                                    | 遅れ日数                            | 備考 |
| 通常バージョン | 通常バージョン                 | 通常バージョン                    | 通常バージョン                                              | 通常バージョン                      | 通常バージョン |
| -------------- | ------------------------------ | --------------------------------- | ----------------------------------------------------------- | ----------------------------------- | --- |
| 北海道         | 稚内市                         | エフエムわっぴ〜                  | 毎週日曜 16:00 - 17:55                                      | 同時ネット                          | |
| 北海道         | 根室市                         | FMねむろ                          | 毎週日曜 16:00 - 17:55                                      | 同時ネット                          | |
| 北海道         | 網走市                         | FM ABASHIRI                       | 毎週日曜 16:00 - 17:55                                      | 同時ネット                          | |
| 北海道         | 帯広市                         | FM JAGA                           | 毎週日曜 16:00 - 17:55                                      | 同時ネット                          | 2024年4月番組表によると、現在は別番組が放送されている。 |
| 北海道         | 恵庭市                         | e-niwa                            | 毎週日曜 16:00 - 17:55                                      | 同時ネット                          | |
| 北海道         | 苫小牧市                       | FMとまこまい                      | 毎週日曜 16:00 - 17:55                                      | 同時ネット                          | |
| 青森県         | 五所川原市                     | FMごしょがわら                    | 毎週日曜 16:00 - 17:55                                      | 同時ネット                          | 木曜10時~11時、金曜10時~11時に再放送 |
| 青森県         | 田舎館村                       | FM JAIGO WAVE                     | 毎週日曜 16:00 - 17:55                                      | 同時ネット                          | |
| 岩手県         | 奥州市                         | 奥州FM                            | 毎週日曜 16:00 - 17:55                                      | 同時ネット                          | |
| 岩手県         | 宮古市                         | みやこハーバーラジオ              | 毎週日曜 16:00 - 17:55                                      | 同時ネット                          | 2024年4月番組表によると、現在は別番組が放送されている。 |
| 岩手県         | 花巻市                         | FMOne 787                         | 毎週日曜 16:00 - 17:55                                      | 同時ネット                          | |
| 宮城県         | 岩沼市                         | FMいわぬま                        | 毎週日曜 16:00 - 17:55                                      | 同時ネット                          | |
| 宮城県         | 大崎市                         | Bikki-FM                          | 毎週日曜 16:00 - 17:55                                      | 同時ネット                          | 2024年4月番組表によると、現在は別番組が放送されている。 |
| 秋田県         | 鹿角市                         | 鹿角きりたんぽFM                  | 毎週日曜 16:00 - 17:55                                      | 同時ネット                          | |
| 秋田県         | 秋田市                         | FM765                             | 毎週日曜 16:00 - 17:55                                      | 同時ネット                          | 再放送：毎週水曜 17:00 - 18:00 |
| 秋田県         | 湯沢市                         | FMゆーとぴあ                      | 毎週日曜 16:00 - 17:55                                      | 同時ネット                          | |
| 山形県         | 酒田市                         | ハーバーRADIO                     | 毎週日曜 16:00 - 17:55                                      | 同時ネット                          | |
| 山形県         | 米沢市                         | エフエムNCV おきたまGO!           | 毎週日曜 16:00 - 17:55                                      | 同時ネット                          | |
| 山形県         | 長井市                         | エフエムい〜じゃん おらんだラジオ | 毎週日曜 16:00 - 17:55                                      | 同時ネット                          | |
| 福島県         | いわき市・楢葉町               | SEA WAVE FMいわき                 | 毎週日曜 16:00 - 17:55                                      | 同時ネット                          | |
| 福島県         | 会津若松市                     | FM 愛'S                           | 毎週日曜 16:00 - 17:55                                      | 同時ネット                          | 2024年4月番組表によると、現在は別番組が放送されている。 |
| 福島県         | 本宮市                         | FM mot.com                        | 毎週日曜 16:00 - 17:55                                      | 同時ネット                          | |
| 茨城県         | 水戸市                         | FMぱるるん                        | 毎週日曜 16:00 - 17:55                                      | 同時ネット                          | |
| 茨城県         | 鹿嶋市                         | FMかしま                          | 毎週日曜 16:00 - 17:55                                      | 同時ネット                          | |
| 茨城県         | 高萩市                         | たかはぎFM                        | 毎週日曜 16:00 - 17:55                                      | 同時ネット                          | |
| 茨城県         | 大子町                         | FMだいご                          | 毎週日曜 16:00 - 17:55                                      | 同時ネット                          | |
| 茨城県         | 日立市                         | FMひたち                          | 毎週日曜 16:00 - 17:55                                      | 同時ネット                          | |
| 群馬県         | 沼田市                         | FM OZE                            | 毎週日曜 16:00 - 17:55                                      | 同時ネット                          | 再放送：毎週木曜 19:00 - 21:00 |
| 群馬県         | 伊勢崎市                       | いせさきFM                        | 毎週日曜 16:00 - 17:55                                      | 同時ネット                          | |
| 群馬県         | 玉村町                         | ラヂオななみ                      | 毎週日曜 16:00 - 17:55                                      | 同時ネット                          | |
| 埼玉県         | さいたま市                     | REDS WAVE                         | 毎週日曜 16:00 - 17:55                                      | 同時ネット                          | 2017年12月から同時ネットに移行 以前は6日遅れの土曜 1:00 - 3:00（金曜深夜）に放送していた。 |
| 埼玉県         | 入間市                         | FMチャッピー                      | 毎週日曜 16:00 - 17:55                                      | 同時ネット                          | |
| 千葉県         | 成田市                         | RadioNARITA                       | 毎週日曜 16:00 - 17:55                                      | 同時ネット                          | |
| 千葉県         | 八千代市                       | ふくろうFM                        | 毎週日曜 16:00 - 17:55                                      | 同時ネット                          | |
| 東京都         | 立川市                         | FMたちかわ                        | 毎週日曜 16:00 - 17:55                                      | 同時ネット                          | |
| 東京都         | 世田谷区                       | FMせたがや                        | 毎週日曜 16:00 - 17:55                                      | 同時ネット                          | 16:55 - 17:00に『防災・防犯インフォメーション』を内包。 |
| 東京都         | 調布市                         | 調布FM                            | 毎週日曜 16:00 - 17:55                                      | 同時ネット                          | |
| 神奈川県       | 横浜市戸塚区                   | エフエム戸塚                      | 毎週日曜 16:00 - 17:55                                      | 同時ネット                          | |
| 神奈川県       | 横浜市中区                     | マリンFM                          | 毎週日曜 16:00 - 17:55                                      | 同時ネット                          | |
| 山梨県         | 甲府市                         | エフエム甲府                      | 毎週日曜 16:00 - 17:55                                      | 同時ネット                          | |
| 山梨県         | 富士河口湖町                   | エフエムふじやま                  | 毎週日曜 16:00 - 17:55                                      | 同時ネット                          | |
| 山梨県         | 富士吉田市                     | エフエムふじごこ                  | 毎週日曜 16:00 - 17:55                                      | 同時ネット                          | |
| 山梨県         | 北杜市                         | エフエム八ヶ岳                    | 毎週日曜 16:00 - 17:55                                      | 同時ネット                          | |
| 新潟県         | 新潟市秋葉区                   | RADIO CHAT                        | 毎週日曜 16:00 - 17:55                                      | 同時ネット                          | |
| 新潟県         | 柏崎市                         | FMピッカラ                        | 毎週日曜 16:00 - 17:55                                      | 同時ネット                          | |
| 新潟県         | 上越市                         | FM-J                              | 毎週日曜 16:00 - 17:55                                      | 同時ネット                          | |
| 新潟県         | 新発田市                       | RADIO AGATT（エフエムしばた）     | 毎週日曜 16:00 - 17:55                                      | 同時ネット                          | |
| 新潟県         | 南魚沼市・湯沢町               | FMゆきぐに                        | 毎週日曜 16:00 - 17:55                                      | 同時ネット                          | |
| 長野県         | 諏訪市（諏訪地域）             | エルシーブイFM769                 | 毎週日曜 16:00 - 17:55                                      | 同時ネット                          | |
| 長野県         | 佐久市                         | FMさくだいら                      | 毎週日曜 16:00 - 17:55                                      | 同時ネット                          | |
| 長野県         | 安曇野市                       | エフエムあづみの                  | 毎週日曜 16:00 - 17:55                                      | 同時ネット                          | |
| 富山県         | 砺波市                         | FMとなみ                          | 毎週日曜 16:00 - 17:55                                      | 同時ネット                          | |
| 石川県         | 金沢市                         | ラジオかなざわ                    | 毎週日曜 16:00 - 17:55                                      | 同時ネット                          | |
| 石川県         | 小松市                         | ラジオこまつ                      | 毎週日曜 16:00 - 17:55                                      | 同時ネット                          | |
| 石川県         | 七尾市                         | ラジオななお                      | 毎週日曜 16:00 - 17:55                                      | 同時ネット                          | |
| 福井県         | 福井市                         | Radio あいらんど                  | 毎週日曜 16:00 - 17:55                                      | 同時ネット                          | 他番組の場合は休止あり。 |
| 愛知県         | 岡崎市                         | FMおかざき                        | 毎週日曜 16:00 - 17:55                                      | 同時ネット                          | |
| 愛知県         | 瀬戸市・尾張旭市・長久手市     | Radio SANQ                        | 毎週日曜 16:00 - 17:55                                      | 同時ネット                          | |
| 愛知県         | 東海市・知多市                 | メディアスエフエム                | 毎週日曜 16:00 - 17:55                                      | 同時ネット                          | |
| 愛知県         | 蟹江町（海部地域）             | エフエムななみ                    | 毎週日曜 16:00 - 17:55                                      | 同時ネット                          | |
| 静岡県         | 三島市・函南町                 | ボイスキュー                      | 毎週日曜 16:00 - 17:55                                      | 同時ネット                          | |
| 静岡県         | 島田市                         | g-sky 76.5                        | 毎週日曜 16:00 - 17:55                                      | 同時ネット                          | |
| 静岡県         | 浜松市 （浜松・遠州地域）      | FM Haro                           | 毎週日曜 16:00 - 17:55                                      | 同時ネット                          | JCBAインターネットサイマルラジオでのサイマル放送のみ。 FM電波ではJ-WAVEの番組を放送。 |
| 岐阜県         | 多治見市                       | FM PiPi                           | 毎週日曜 16:00 - 17:55                                      | 同時ネット                          | |
| 岐阜県         | 岐阜市                         | FMわっち                          | 毎週日曜 16:00 - 17:55                                      | 同時ネット                          | |
| 岐阜県         | 可児市・美濃加茂市・御嵩町     | FMらら                            | 毎週日曜 16:00 - 17:55                                      | 同時ネット                          | 再放送：毎週土曜 11:00 - 13:00 |
| 三重県         | 四日市市・菰野町               | PORT WAVE                         | 毎週日曜 16:00 - 17:55                                      | 同時ネット                          | |
| 京都府         | 綾部市                         | FMいかる                          | 毎週日曜 16:00 - 17:55                                      | 同時ネット                          | |
| 大阪府         | 豊中市・吹田市・箕面市・摂津市 | FM千里                            | 毎週日曜 16:00 - 17:55                                      | 同時ネット                          | |
| 兵庫県         | 豊岡市                         | FMジャングル                      | 毎週日曜 16:00 - 17:55                                      | 同時ネット                          | |
| 島根県         | 出雲市                         | エフエムいずも                    | 毎週日曜 16:00 - 17:55                                      | 同時ネット                          | |
| 岡山県         | 岡山市                         | Radio momo                        | 毎週日曜 16:00 - 17:55                                      | 同時ネット                          | |
| 岡山県         | 倉敷市・総社市                 | FMくらしき                        | 毎週日曜 16:00 - 17:55                                      | 同時ネット                          | |
| 岡山県         | 笠岡市                         | エフエムゆめウェーブ              | 毎週日曜 16:00 - 17:55                                      | 同時ネット                          | |
| 広島県         | 広島市                         | FMちゅーピー                      | 毎週日曜 16:00 - 17:55                                      | 同時ネット                          | |
| 広島県         | 福山市                         | レディオBINGO                     | 毎週日曜 16:00 - 17:55                                      | 同時ネット                          | JCBAインターネットサイマルラジオでのサイマル放送のみ。 FM電波ではJ-WAVEの番組を放送。 |
| 広島県         | 尾道市                         | FMおのみち                        | 毎週日曜 16:00 - 17:55                                      | 同時ネット                          | |
| 広島県         | 三原市                         | FMみはら                          | 毎週日曜 16:00 - 17:55                                      | 同時ネット                          | |
| 広島県         | 東広島市                       | FM東広島                          | 毎週日曜 16:00 - 17:55                                      | 同時ネット                          | 再放送：毎週火曜11:00～13:00 |
| 広島県         | 廿日市市                       | エフエムはつかいち                | 毎週日曜 16:00 - 17:55                                      | 同時ネット                          | |
| 山口県         | 下関市                         | COME ON! FM                       | 毎週日曜 16:00 - 17:55                                      | 同時ネット                          | |
| 山口県         | 周南市                         | しゅうなんFM                      | 毎週日曜 16:00 - 17:55                                      | 同時ネット                          | |
| 山口県         | 防府市                         | FMわっしょい                      | 毎週日曜 16:00 - 17:55                                      | 同時ネット                          | |
| 香川県         | 高松市                         | FM815                             | 毎週日曜 16:00 - 17:55                                      | 同時ネット                          | |
| 香川県         | 坂出市                         | FM SUN                            | 毎週日曜 16:00 - 17:55                                      | 同時ネット                          | |
| 愛媛県         | 今治市                         | エフエムラヂオバリバリ            | 毎週日曜 16:00 - 17:55                                      | 同時ネット                          | 2019年4月から同時ネットへ移行 2018年4月放送開始、当初は『正岡省吾のキサンジー・ビート』（11:00 - 11:30）、『OH!NO!』（11:30 - 12:00）、『くららくらぶ』（12:00 - 12:15）、『out of the blue』（12:15 - 12:30）、『元気ねっと』（12:30 - 12:45）、『民謡一番』（12:45 - 13:00）（『くららくらぶ』と『元気ねっと』以外の番組は再放送）放送のため、遅れネット(毎週火曜 23:00 - 水曜 1:00）となっていた。 |
| 愛媛県         | 新居浜市                       | Hello!NEW!新居浜FM                | 毎週日曜 16:00 - 17:55                                      | 同時ネット                          | 2019年4月からフルネットへ移行 2018年4月放送開始、当初は10時台に『Hello!NEW 新居浜ワイド』（10:00 - 12:00）を放送するため、短縮版で放送されていた。 |
| 福岡県         | 八女市                         | FM八女                            | 毎週日曜 16:00 - 17:55                                      | 同時ネット                          | |
| 福岡県         | 大牟田市・みやま市・荒尾市     | FMたんと                          | 毎週日曜 16:00 - 17:55                                      | 同時ネット                          | |
| 福岡県         | 直方市                         | CHOKUラジ!                        | 毎週日曜 16:00 - 17:55                                      | 同時ネット                          | |
| 大分県         | 佐伯市                         | FMさいき                          | 毎週日曜 16:00 - 17:55                                      | 同時ネット                          | |
| 大分県         | 中津市                         | NOAS FM                           | 毎週日曜 16:00 - 17:55                                      | 同時ネット                          | |
| 熊本県         | 八代市                         | Kappa FM                          | 毎週日曜 16:00 - 17:55                                      | 同時ネット                          | |
| 熊本県         | 天草市                         | みつばちラジオ                    | 毎週日曜 16:00 - 17:55                                      | 同時ネット                          | |
| 長崎県         | 諫早市                         | レインボーFM                      | 毎週日曜 16:00 - 17:55                                      | 同時ネット                          | |
| 長崎県         | 壱岐市                         | 壱岐エフエム                      | 毎週日曜 16:00 - 17:55                                      | 同時ネット                          | |
| 長崎県         | 佐世保市                       | はっぴぃ!FM\|                     | 毎週日曜 16:00 - 17:55                                      | 同時ネット                          | 2019年4月よりフルネットで放送再開。 以前は自社番組放送のため1時間に短縮、あるいは非ネットの時期があった。 |
| 長崎県         | 島原市                         | FM島原                            |                                                             |                                     | 同局は2013年10月～2021年3月まではミュージックバードから番組を供給されていたが、同年3月31日をもって契約を終了した。同年4月1日からはJ-WAVEから番組の供給を受け、それ以外は全て自社制作番組となっている。 |
| 長崎県         | 南島原市                       | ひまわりFM                        |                                                             |                                     | |
| 沖縄県         | 宮古島市                       | FMみやこ                          |                                                             |                                     | |
| 沖縄県         | 北谷町                         | FMニライ                          |                                                             |                                     | 同局は2019年10月～2020年9月まではミュージックバードから番組を供給されていたが、同年9月30日をもって契約を終了し、同年10月1日からは全て自社制作番組となっている。 |
| 宮城県         | 名取市                         | なとらじ801                       | 第1部：毎週日曜 16:00 - 16:55 第2部：毎週日曜 18:00 - 18:55 | 第1部：同時ネット 第2部：1時間遅れ  | 17時台は『防災無線（夕焼けこやけ）』（17:00 - 17:01）、『名取市インフォメーション』（17:01 - 17:16）、『MUSIC MUSEUM』（17:16 - 17:30）、『名取市長の「こんにちは！しろうです。」』（17:30 - 18:00）を放送のため、第2部のみ遅れネット。 |
| 青森県         | むつ市                         | FM Azur                           | 毎週日曜 18:00 - 20:00                                      | 2時間遅れ                           | 『AZUR SUNDAYSTATION』を放送のため、遅れネット。 再放送：毎週火曜 19:00 - 21:00 |
| 静岡県         | 熱海市・湯河原町               | Ciao!796                          | 毎週月曜 0:00 - 2:00（日曜深夜）                            | 8時間遅れ                           | 『Ciao! 懐メロ歌謡局』（16:00 - 17:30）、 『SOFT ROCK』（17:30 - 18:00）放送のため、遅れネット。 |
| 大阪府         | 守口市                         | FM-HANAKO                         | 毎週火曜24:00〜                                             | 2日遅れ                             | 2023年（令和5年）3月31日をもって閉局。 |
| 北海道         | 釧路市                         | FMくしろ                          | 毎週土曜 19:00 - 21:00                                      | 6日遅れ                             | 『甘×辛』（16:00 - 16:30）、『Music SUPPLY』（16:30 - 17:00）、『河口恭吾 ブートラジオ』（17:00 - 18:00）放送のため、遅れネット。 |
| 愛知県         | 豊田市                         | RADIO LOVEAT                      | 毎週土曜 19:00 - 21:00                                      | 6日遅れ                             | 『河口恭吾 ブートラジオ』（16:00 - 17:00）、『THE ラブィート演芸「楽市・落語」』（17:00 - 17:30）、『SAM・SAM寒いでぇ～阿波ぁ～?』（17:30 - 18:00）放送のため、遅れネット。 |
| 兵庫県         | 加古川市                       | BAN-BANラジオ                     | 毎週金曜 13:00 - 15:00                                      | 7日遅れ                             | 5日遅れ。以前は毎週日曜11:00～13:00に遅れネット（7日遅れ）していた。 |
| 宮城県         | 仙台市太白区                   | エフエムたいはく                  | 毎週日曜 13:00 - 15:00                                      | 7日遅れ                             | |
| 秋田県         | 秋田市                         | エフエム椿台                      | 毎週日曜 13:00 - 15:00                                      | 7日遅れ                             | 2024年4月番組表によると、現在は別番組が放送されている。 |
| 沖縄県         | 石垣市                         | サンサンラジオ                    | 毎週日曜 13:00 - 15:00                                      | 7日遅れ                             | 2024年5月番組表によると、現在は毎週日曜14:00-16:00に遅れネット（7日遅れ）で放送されている。 |
| 短縮バージョン |                                |                                   |                                                             |                                     | |
| 茨城県         | 牛久市                         | FMうしくうれしく放送              | 第1部：毎週日曜 16:00 - 16:55 第2部：毎週日曜 17:30 - 17:55 | 第1部：同時ネット 第2部：部分ネット | 17:00 - 17:30は『大輝とまゆみの歌は百花繚乱』放送のため、第2部は途中から放送。 |
| 愛知県         | 豊橋市                         | FMやしの実                        | 毎週日曜 16:00 - 16:55                                      | 第1部のみ                           | 17時台は『ローズとHiroeのワールド・サテライト・チャンネル I am latino!』放送のため、短縮版で放送。 |
| 山形県         | 長井市                         | エフエムい～じゃん おらんだラジオ | 毎週日曜 17:00 - 17:55                                      | 第2部のみ                           | 16時台は『週刊おらんだラジオ増刊号』放送のため、短縮版で放送。 |
| 富山県         | 高岡市                         | ラジオたかおか                    | 毎週日曜 17:00 - 17:55                                      | 第2部のみ                           | 16時台は『ラヴァーズ・コンチェルト』（16:00 - 16:30）、 『中山孝志・安藤有希子のストリートパラダイスLtd.』（16:30 - 17:00） （共に再放送）を放送のため、短縮版で放送。 |

## 過去のパーソナリティ
- 山口真奈（ - 2017年3月）
- 荒ヶ田貴美（ - 2015年12月）
- 谷沢正樹（ - 2014年8月）
- MAYU（ - 2009年4月）
- 長友姫世

## 過去の放送時間
- 2007年3月25日まで - 毎週日曜 12:00 - 14:00
- 2014年3月30日まで - 毎週日曜 13:00 - 15:00
- 2015年9月27日まで - 毎週日曜 16:00 - 18:00
- 2017年3月26日まで - 毎週日曜 13:00 - 15:00
- 2019年3月31日まで - 毎週日曜 11:00 - 13:00

## タイムテーブル
2023年10月現在
楽曲をフラッシュで紹介→楽曲をフルコーラスでOA→紹介した曲のうち数曲をピックアップすることをブロックごとに繰り返して放送されている。
- 16:00 - 16:05 前半オープニング・先週のTOP3
- 16:05 - 16:25 20位 - 16位の発表
- 16:25 - 16:50 15位 - 11位の発表
- 16:50 - 16:55 お便り紹介

一部コミュニティFMは飛び降り。
- 16:55 - 17:00 Weekly Recommend
  - 一部コミュニティFMは差し替え。

一部コミュニティFMはここから飛び乗り。
- 17:00 - 17:05 後半オープニング
- 17:05 - 17:20 10位 - 7位の発表
- 17:20 - 17:35 6位 - 4位の発表
- 17:35 - 17:50 3位 - 1位の発表
- 17:50 - 17:55 エンディング